# Burg Etzoldshain

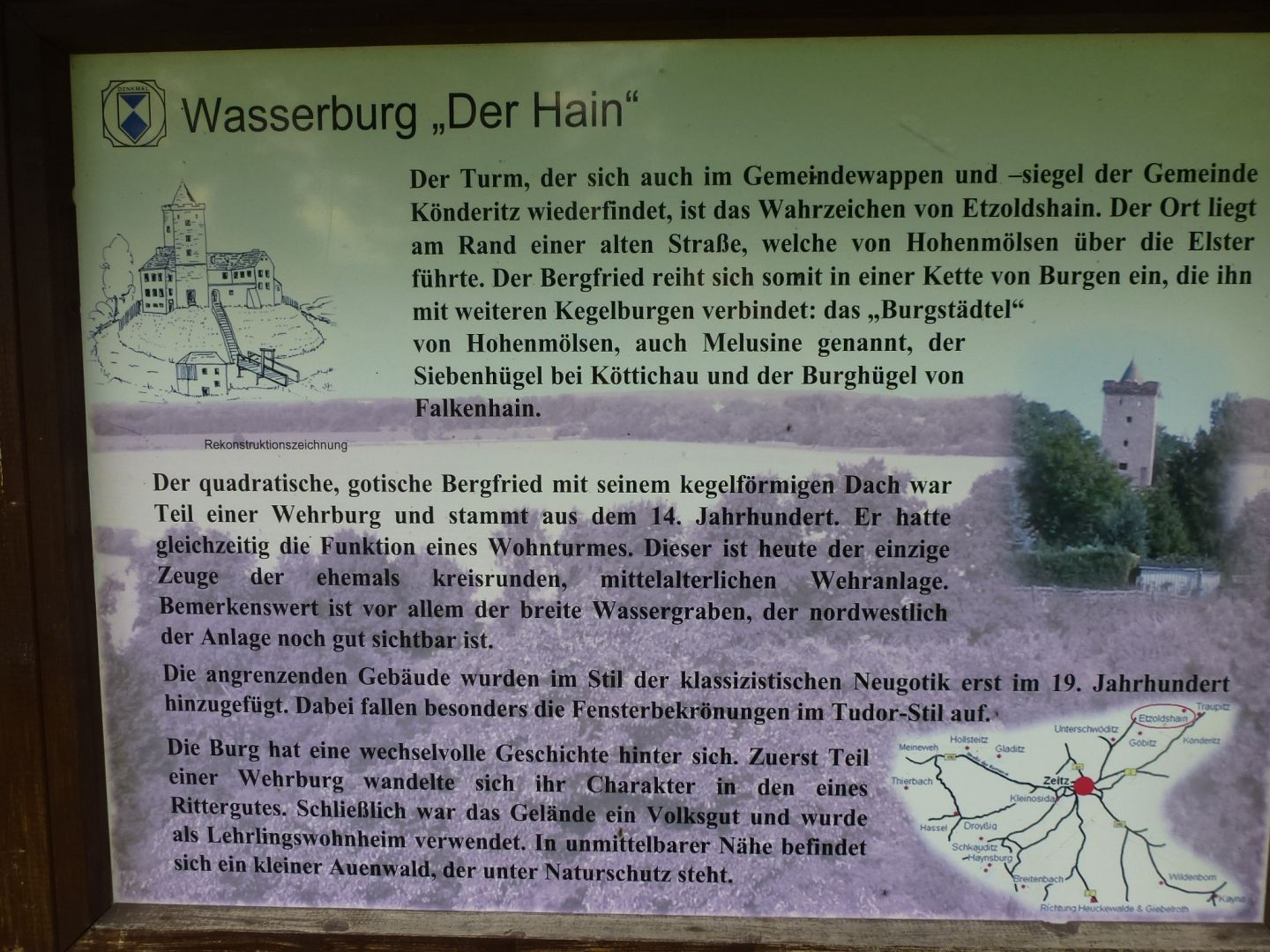
Informationstafel zur Burg

Die Burg Etzoldshain ist eine ehemalige Wasserburg im Ortsteil Könderitz-Etzoldshain (Etzoldshainer Straße 60) in der Gemeinde Elsteraue im Burgenlandkreis in Sachsen-Anhalt. In Siegel und Wappen der Gemeinde Könderitz findet sich der Bergfried wieder.

## Geografische Lage und Beschreibung
Die Burg mit dem dazugehörigen Ort Etzoldshain befindet sich etwa sieben Kilometer nordöstlich von Zeitz in der Elsterniederung. Das Dorf Etzoldshain hat keine Kirche und war seit dem späten Mittelalter ein Rittergut. Der Elsterradweg ist in Draschwitz nach ca. 2,5 km erreichbar.
Von der ehemaligen runden von einem Wassergraben umgebenen Burganlage ist nur der fünfgeschossige quadratische Bergfried mit einer Seitenlänge von 7,20 Meter und zwei Meter starken Mauern erhalten. Gleichzeitig diente er wahrscheinlich als Wohnturm. Die übrigen Gebäude auf dem einstigen Burgareal stammen aus dem 19. Jahrhundert.

## Geschichte
Etzoldshain wurde 1286 erwähnt, als es durch den Verkauf von dem Markgrafen von Meißen, Heinrich dem Erlauchten an das Hochstift Naumburg-Zeitz kam. In dieser Zeit gehörte der Ort wahrscheinlich dem Adelsgeschlecht von Etzdorf. Das dazugehörige Gut Schönfeld (Schoneveld) musste die Familie 1368 für 104 Schock an das Hochstift verkaufen. Dieses Jahr gilt als Ersterwähnung der Burg unter dem Namen Ezelshun. Eine wesentlich frühere Errichtung der Burg lässt sich jedoch durch die Lage als Kegelburg innerhalb eines älteren Ringwalles annehmen.
Das Schloss (castrum) auf der Wasserburg ging am 22. März 1415 als bischöfliches Lehen auf Lebenszeit durch den Bischof Gerhard II. von Goch an den bischöflichen Hauptmann Loser von Uttenhofen für dessen Verdienste im Bistum. Loser von Uttenhofen erhielt das Schloss mit der Bestimmung, das er das Anwesen dem Bischof Gerhard und seinen Nachfolgern offen halten solle und das Schloss mit seinem Tod an den Bischof von Naumburg-Zeitz zurückfallen solle. Loser von Uttenhofen besaß auch Rehmsdorf und Stöntzsch als Zinsgüter. Zu dieser Zeit besaß die Burg Etzoldshain das Obergericht als Zubehör des Ritterlehens.
Am 15. April 1437 wurde Etzoldshain vom damaligen Bischoff Peter von Schleinitz an Bernhard von Koczschen verkauft. 1495 wurden die Gebrüder von Lichtenhain (Lichtenhayn) zu Gleina als Eigentümer von Etzoldshain erwähnt, als diese 50 Gulden Zinsen an das Hochstift Naumburg-Zeitz verkauften. Als Valentin von Lichtenhayn auf Etzoldshain zusammen mit Joachim von Etzdorf und einigen anderen Adligen dem ab 1542 ersten evangelischen Bischof Nikolaus von Amsdorf offen die Huldigung verweigerte, ließ der sächsische Kurfürst Friedrich der Großmütige Lichtenhain und Etzdorf verhaften und nahm im Oktober 1543 Lichtenhains Besitz, das Gut und die Burg Etzoldshain in Beschlag. Bei der Einnahme des Gutes Etzoldshain beteiligten sich auch Bürger aus der nahegelegenen Stadt Zeitz. Die Besitznahme des Gutes musste schließlich auf kaiserliche Verfügung wieder geräumt werden. Die dabei entstandenen Schäden wurden erst 1553 in der Amtszeit des späteren Bischofs Julius von Pflug durch einen Vergleich aus der Welt geschaffen.
Das Rittergut hatte eine Größe von 14 Hufen und 5 Acker, Hufe zu je 12 Acker gerechnet. Einer der letzten Besitzer der Burg im 19. Jahrhundert war der Reichstagsabgeordnete Otto Rohland, der diese und das dazugehörige Rittergut ab 1853 besaß. In der zweiten Hälfte des 19. Jahrhunderts entstand auch das am Turm angrenzende Gebäude im Stil der Neugotik als Herrenhaus mit den typischen Zinnen.
Nach dem Zweiten Weltkrieg wurden die letzten Rittergutsbesitzer enteignet und das Anwesen in ein Volkseigenes Gut überführt. Im Herrenhaus der Burg entstand ein Lehrlingswohnheim. Die Burg befindet sich heute in privatem Besitz, der Bergfried der Burg und das Herrenhaus sind in einem schadhaften Zustand. Die Burg kann nicht besichtigt werden.

## Besitzer der Burg (Auswahl)
- 13. Jahrhundert: Familie von Etzdorf (?)
- 1415: Hauptmann Loser von Uttenhofen, bischöflicher Hauptmann
- 1437: Bernhard von Koczschen
- seit Ende des 15. Jahrhunderts im Besitz der Familie von Lichtenhain:

- Ulrich von Lichtenhain
- Valentin von Lichtenhain (vor 1519–1564)
- Christoph Dietrich von Lichtenhain († 1625)
- Christoph Dietrich von Lichtenhain (* um 1595)
- Dietrich Wilhelm von Lichtenhain (* 1625)

- um 1755: Ludwig Otto von Tümpling  (1712–1779), kursächsischer Kammerrat,[5]
- Otto Rohland (1828–1899), Rittergutsbesitzer und Abgeordneter[6]